# 河辺慈篤
河辺慈篤（かわべ じとく、1929年11月19日 - 2002年11月10日）は、日蓮正宗の僧侶。

## 略歴
- 1929年（昭和4年）11月19日 - 福岡県北九州市門司区で生れる。
- 1935年（昭和10年） - 第62世法主日恭を師僧として出家得度する。
  - 日恭の死去後は第63世日満の徒弟となる。
- 1952年（昭和27年） - 徳島市の敬台寺の住職となる。
- 1980年（昭和55年）6月12日 - 東京都江東区の妙因寺住職となる。
- 1988年（昭和63年） - 札幌市の日正寺の住職となる。
- 1999年（平成11年） - 東京都新宿区の大願寺の住職となる。
- 2002年（平成14年）11月10日 - 心臓疾患で死去。72歳没（享年74）。

法名は妙恭阿闍梨慈篤房日信大徳。

## 河辺メモ
1994年1月1日、『創価新報』が、河辺慈篤が記録したとされるメモをスクープした。この時は主に「C作戦」関係の内容が掲載された。
続いて1999年7月7日、憂宗護法同盟『同盟通信』に以下の記述が掲載された。1978年2月7日東京常在寺住職(当時・後の第67世法主)日顕と河辺が帝国ホテルで面談したとされる内容である。

### 記載内容
S53.2.7.  A面談　　帝国H
一、戒旦之御本尊之件

　　戒旦の御本尊のは偽物である。

　　種々方法の筆跡鑑定の結果解った。（字画判定）

　　多分は法道院から奉納した日禅授与の本尊の

　　題目と花押を模写し、その他は時師か有師の

　　頃の筆だ。

　　日禅授与の本尊に模写の形跡が残っている

一、Gは話にならない

　　人材登用、秩序回復等全て今後の宗門の

　　事ではGでは不可能だ。

一、Gは学会と手を切っても又二三年したら元に戻

　　るだらうと云う安易な考へを持っている。

※日禅授与の本尊は、初めは北山にあったが北山の

　誰かが賣に出し、それを応師が何処で発見して

　購入したもの。（弘安三年の御本尊）

### 日蓮正宗側の主張
- 河辺慈篤本人曰く、メモの趣旨については日蓮正宗に対する批判を誤って主観的な発言として書いた記録ミスである。主語・述語・背景・状況等が省かれているため、第三者がその内容を読解できるものではなく、創価学会側の主張は牽強付会である[2]。
- 河辺慈篤の許可もなく、誰がそのメモを持ち出し、創価学会側に渡ったのかが明らかでない盗品を根拠にすることは許されない[2]。

### 創価学会側の主張
- 宗門側の河辺の記録ミスという見解は日顕による強要に他ならず、仮に記録ミスであるならば、厳しい処分（擯斥か降格）があってしかるべきだが、処分されるどころか、日正寺から大願寺に栄転になっているのは不自然であるとの主張がある。しかし、内容が内容とはいえ、メモの記録ミスで擯斥や降格という処分は、そのような前例もなくそもそもありえないことであり、また、実際のところ日正寺から大願寺への転任は規模等からして決して栄転とは言い難い人事である。むしろ左遷との見方がある。

### 大御本尊偽作説派の主張
- 記述通り大御本尊と日禅授与本尊との類似がみられ、大御本尊は偽作なのではないか[3]。